# Nuevo, Kalifornien
Nuevo är en ort (CDP) i Riverside County, i delstaten Kalifornien, USA. Enligt United States Census Bureau har orten en folkmängd på 6 447 invånare (2010) och en landarea på 17,5 km².